# Поль Абаді
Поль Абаді (фр. Paul Abadie; 9 листопада 1812, Париж — 3 серпня 1884, там же) — французький архітектор, реставратор, член Академії красних мистецтв (з 1875). Син архітектора Поля Абаді Старшого (1783—1868).

## Життєпис
Навчався в Парижі, в майстерні А. Леклерка (з 1832) і Школі красних мистецтв (з 1835). Був одним з провідних французьких реставраторів (перша робота — в Паризькому соборі XII—XIII ст. Нотр-Дам, 1845 під керівництвом Ежена Віолле-ле-Дюка, потім реставрував близько 40 середньовічних, головним чином романських, храмів в департаментах Шаранта, Жиронда і Дордонь, в тому числі собор XII ст. Сен-П'єр в Ангулемі, 1849-80).
Серед власних споруд Абаді також переважають церковні будівлі, по вигляду неороманські (така знаменита Обітна Базиліка Сакре-Кер на Монмартрському пагорбі в Парижі (1875—1914).